# گلدیس کالما-زیکوسوکا
گلدیس کالما-زیکوسوکا (انگلیسی: Gladys Kalema-Zikusoka؛ زادهٔ ۸ ژانویهٔ ۱۹۷۰) دامپزشک پیشگام اهل اوگاندا و بنیانگذار سازمان «حفاظت از طریق سلامت عمومی» است که به دنبال ایجاد همزیستی پایدار بین گوریل‌های کوهستانی در معرض انقراض، دیگر گونه‌های حیات وحش، جوامع انسانی و دام‌ها در قاره آفریقا می‌باشد. او به عنوان اولین دامپزشک حیات وحش اوگاندا، مسیر جدیدی را در حفاظت از محیط زیست این کشور گشود و شهرت جهانی خود را با حضور در مستند بیبیسی با عنوان «گلادیس دامپزشک آفریقایی» تثبیت کرد.
در طول سال‌های فعالیت حرفه‌ای، کالیما-زیکوسوکا موفق به دریافت جوایز معتبر بین‌المللی شده است که از جمله آنها می‌توان به جایزه طلایی وایتلی در سال ۲۰۰۹ برای تلاش‌های حفاظتیاش اشاره کرد. همچنین در دسامبر ۲۰۲۱، برنامه محیط زیست سازمان ملل متحد به پاس ابتکارات نوآورانه او در طرح «یک سلامت»، عنوان افتخاری «قهرمان زمین در علم و نوآوری» را به وی اعطا نمود.
کارهای پیشگامانه کالیما-زیکوسوکا نه تنها به حفاظت از گوریل‌های در معرض خطر منجر شده، بلکه الگویی موفق برای تعامل پایدار بین انسان و حیات وحش در مناطق حساس اکولوژیکی ایجاد کرده است. رویکرد یکپارچه او که سلامت حیات وحش، دام‌ها و انسان‌ها را به صورت همزمان در نظر می‌گیرد، تحولی اساسی در روش‌های سنتی حفاظت از محیط زیست به‌شمار می‌رود.

## دوران کودکی و تحصیلات
گلادیس کالیما-زیکوسوکا که از ۱۲ سالگی در کامپالا به حیوانات علاقه‌مند شده بود، در مدرسه خود یک باشگاه حیات وحش تأسیس کرد و سفرهایی به پارک ملی ملکه الیزابت ترتیب می‌داد. تحصیلات حرفه ای او زمانی آغاز شد که موفق به دریافت بورسیه تحصیلی از کالج دامپزشکی سلطنتی دانشگاه لندن شد و در نهایت مدرک کارشناسی دامپزشکی خود را از این دانشگاه دریافت کرد. سپس در سال ۲۰۰۳ موفق به اخذ مدرک کارشناسی ارشد دامپزشکی از دانشگاه ایالتی کارولینای شمالی شد. او همچنین گواهینامه مدیریت سازمان‌های غیرانتفاعی را از دانشگاه دوک دریافت کرده است. جدیدترین دستاورد تحصیلی او، مدرک کارشناسی ارشد مدیریت بازرگانی است که در سال ۲۰۱۶ کسب کرده است.

## زندگی شخصی
کالیما-زیکوسوکا با لارنس زیکوسوکا، کارآفرین فناوری و یکی از بنیانگذاران سازمان «حفاظت از طریق سلامت عمومی»، ازدواج کرده است. آنها دو فرزند دارند.

## دستاوردهای حرفه ای
در سال ۱۹۹۶، زمانی که کالیما-زیکوسوکا تنها ۲۵ سال داشت، به عنوان دامپزشک سازمان خدمات حیات وحش اوگاندا منصوب شد. این سازمان بعدها با پارک‌های ملی اوگاندا ادغام شد و به نام مقامات حیات وحش اوگاندا تغییر نام داد. او اولین فردی بود که این سمت را بر عهده گرفت. در آن زمان، تعداد گوریل‌های بویندی حدود ۳۰۰ عدد بود، در حالی که در سال ۲۰۱۸، شمارش حدود ۴۶۰ گوریل کوهستانی باعث شد وضعیت حفاظتی آنها از «در معرض خطر بحرانی» به «در معرض خطر» کاهش یابد. او پیشگام اولین انتقال حیات وحش برای احیای پارک‌های ملی اوگاندا پس از سال‌ها شکار غیرقانونی در طول جنگ‌های داخلی اوگاندا بود. به عنوان بخشی از تحقیقات دامپزشکی خود، او انتقال انگل از انسان به گوریل‌های کوهستانی را به عنوان یک عامل خطر مهم برای گوریل‌ها شناسایی کرد.
پس از اثبات مسیرهای انتقال بیماری‌های انسانی به گوریل‌ها که می‌توانست به آنها آسیب برساند یا آنها را بکشد، گلادیس کالیما-زیکوسوکا، لارنس زیکوسوکا و استیون روبانگا، سازمان «حفاظت از طریق سلامت عمومی» را تأسیس کردند تا سلامت انسان و محیط زیست را در آفریقا بهبود بخشند. این سازمان یک سازمان غیرانتفاعی مستقر در اوگاندا و ایالات متحده است که برنامه‌هایی را اجرا می‌کند که از گوریل‌ها و سایر حیات وحش در برابر خطرات بیماری‌های انسانی و دامی محافظت می‌کند؛ بیماری‌های انسانی و دامی را در مجاورت حیات وحش کاهش می‌دهد؛ استفاده از برنامه‌ریزی خانواده را در جوامع محلی افزایش می‌دهد؛ و از فناوری اطلاعات و ارتباطات هم برای کمک به توسعه محلی و هم برای آموزش مردم در مورد محیط زیست استفاده می‌کند. کالیما-زیکوسوکا مدیرعامل این سازمان است.
سازمان «حفاظت از طریق سلامت عمومی» در سال ۲۰۰۳ تأسیس شد. در سال ۲۰۱۵، این سازمان برنامه ای به نام «قهوه حفاظت از گوریل‌ها» را راه اندازی کرد. در این برنامه، این سازمان غیرانتفاعی با کمک به دریافت قیمت‌های بین‌المللی برای محصول قهوه عربیکای جامعه محلی، معیشت جامعه اطراف را بهبود می‌بخشد. با افزایش درآمدها، بیماری‌ها و بار بیماری در جامعه کاهش می‌یابد. در نتیجه بیماری کمتری به گوریل‌های ساکن منتقل می‌شود. همچنین، هنگامی که گردشگران از باغ‌های آنها عبور می‌کنند، هنگام پیاده‌روی به دنبال گوریل‌ها از طریق جامعه، هزینه کمی از آنها دریافت می‌شود که توسط کشاورزان نگهداری می‌شود.